# عائلة بالاختيار
عائلة بالاختيار ((بالكورية: 조립식 가족)‏) هو مسلسل تلفزيوني كوري جنوبي، وهو نسخة جديدة من الدراما الصينية "نيابة عن العائلة"، بطولة هوانغ إن-يوب، جونغ تشاي-يون، باي هيون-سونغ. عرض على قناة JTBC من 9 اكتوبر إلى 27 نوفمبر 2024، بث كل يوم الأربعاء حلقتين. وهو متاح على نتفليكس في كوريا فقط. وعلى منصة VIU عالميا.

## القصة
يحكي قصة شابين وفتاة لا تربطهما صلة دم ولكنهما أمضيا سنوات مراهقتهما معًا كعائلة، ثم التقيا مرة أخرى بعد 10 سنوات.

## طاقم

### رئيسي
- هوانغ إن يوب في دور كيم سان ها.[4][5][6]

الفتى الذي يبدو أنه ليس لديه أي ندم او مظهر لائق.
- جونغ تشاي يون في دور يون جو وون.[4]

الفتاة المليئة بالطاقة الإيجابية والقوية كانت أيضًا محبوبة وترعرعت على يد والدها الذي يدير مطعمه في كالغوكسو.
- باي هيون سونغ في دور كانغ هاي جون.[4][7]

الفتى الواضح مثل ضوء الشمس ويتمتع بالكثير من السحر يحب حقًا ويتبع أولئك الذين عاملوه كعائلة.

### داعم
- سيو جي هاي في دور بارك دال.[8]

أفضل صديقة لـ يون غو-وون، والتي عاشت حياتها كلها وفقًا لتوقعات والدتها، وبينما تعيش كل يوم بطريقة خانقة، تقع في حب كانغ هاي-جون.
- تشوي وون-يونغ في دور يون جيونغ جاي.[9]

والد يون جو وون. يدير مطعم كالغوكسو في الحي.
- تشوي مو سونغ بدور كيم داي ووك.[9]

والد كيم سان ها. إنه ضابط مركز شرطة يتمتع بشخصية مخلصة ولطيفة.
- كيم هاي يون في دور كوان جونغ هي: والدة سان-ها.[10]
- بايك إيون هاي في دور كانغ سيو هيون: والدة هاى جون.[10]

## المشاهدات
| الموسم | الموسم | رقم الحلقة | رقم الحلقة | رقم الحلقة | رقم الحلقة | رقم الحلقة | رقم الحلقة | رقم الحلقة | رقم الحلقة | رقم الحلقة | رقم الحلقة | رقم الحلقة | رقم الحلقة | رقم الحلقة | رقم الحلقة | رقم الحلقة | رقم الحلقة | المتوسط |
| الموسم | الموسم | 1          | 2          | 3          | 4          | 5          | 6          | 7          | 8          | 9          | 10         | 11         | 12         | 13         | 14         | 15         | 16         | المتوسط |
| ------ | ------ | ---------- | ---------- | ---------- | ---------- | ---------- | ---------- | ---------- | ---------- | ---------- | ---------- | ---------- | ---------- | ---------- | ---------- | ---------- | ---------- | ------- |
|        | 1      | 434        | 436        | غ/م        | غ/م        | 500        | 599        | 567        | 615        | 551        | 570        | 603        | 609        | 519        | 545        | 659        | 791        | N/A     |

| Ep.   | تاريخ البث     | تقييمات (نيلسن كوريا) | تقييمات (نيلسن كوريا) |
| Ep.   | تاريخ البث     | على الصعيد الوطني     | سول                   |
| ----- | -------------- | --------------------- | --------------------- |
| 1     | 9 أكتوبر 2024  | 2.079%                | 2.004% (6th)          |
| 2     | 9 أكتوبر 2024  | 2.242%                | 2.318%                |
| 3     | 16 أكتوبر 2024 | 2.017%                | 1.989%                |
| 4     | 16 أكتوبر 2024 | 2.147%                | 2.020%                |
| 5     | 23 أكتوبر 2024 | 2.491%                | 2.295%                |
| 6     | 23 أكتوبر 2024 | 2.647%                | 2.333%                |
| 7     | 30 أكتوبر 2024 | 2.987%                | 3.049%                |
| 8     | 30 أكتوبر 2024 | 3.363%                | 3.431%                |
| 9     | 6 نوفمبر 2024  | 2.894%                | 2.597%                |
| 10    | 6 نوفمبر 2024  | 3.155%                | 2.870%                |
| 11    | 13 نوفمبر 2024 | 3.118%                | 3.131%                |
| 12    | 13 نوفمبر 2024 | 3.135%                | 3.284%                |
| 13    | 20 نوفمبر 2024 | 2.878%                | 3.006%                |
| 14    | 20 نوفمبر 2024 | 2.892%                | 3.211%                |
| 15    | 27 نوفمبر 2024 | 3.448%                | 3.752%                |
| 16    | 27 نوفمبر 2024 | 3.672%                | 3.865%                |
| متوسط | متوسط          | 2.823%                | —                     |

## الانتاج
المسلسل من كتابة هونغ سي يونغ، وإخراج كيم سيونغ هو، اعماله 2521 (2022)، محامي جوسون (2023)، وإنتاج JTBC من قبل شركتها التابعة SLL بجانب استوديو هاي-زيوم وباس ستوري. وهو مبني على الدراما الصينية الشهيرة "نيابة عن العائلة".

### تصوير
تم الانتهاء من التصوير، وبدأت مرحلة ما بعد الإنتاج في 14 يوليو.

## روابط خارجية
- عائلة بالاختيار على موقع IMDb (الإنجليزية)
- عائلة بالاختيار على موقع قاعدة بيانات الفيلم (الإنجليزية)
- عائلة بالاختيار على هانسينما